# 圣伊莱尔德克利松
圣伊莱尔德克利松（法語：Saint-Hilaire-de-Clisson，法語發音：[sɛ̃.t‿ilɛʁ də klisɔ̃] ⓘ，意为“克利松的圣伊莱尔”）是法国大西洋卢瓦尔省的一个市镇，属于南特区。

## 地理
圣伊莱尔德克利松（47°3'44"N, 1°18'34"W）面积18.43 平方千米，位于法国卢瓦尔河地区大区大西洋卢瓦尔省，该省份为法国西北部沿海省份，位于布列塔尼半岛东南部，北起伊勒-维莱讷省，西北接莫尔比昂省，西临大西洋，南至旺代省，东临曼恩-卢瓦尔省。
与圣伊莱尔德克利松接壤的市镇（或旧市镇、城区）包括：克利松、戈尔日、勒穆耶、圣吕米纳德克利松、蒙泰居旺代。
圣伊莱尔德克利松的时区为UTC+01:00、UTC+02:00（夏令时）。

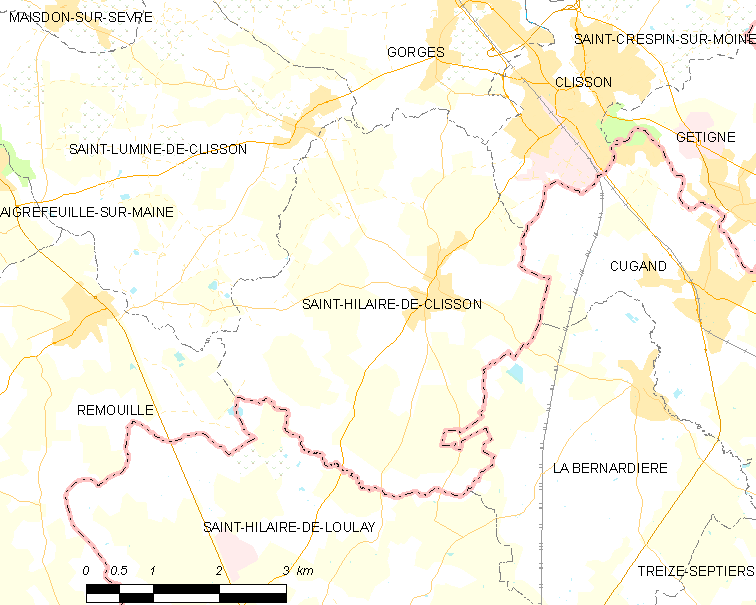
圣伊莱尔德克利松的OSM定位图

## 行政
圣伊莱尔德克利松的邮政编码为44190，INSEE市镇编码为44165。

## 政治
圣伊莱尔德克利松所属的省级选区为克利松县。

## 人口

1962-2008年间圣伊莱尔德克利松人口变化图示

圣伊莱尔德克利松于2022年1月1日时的人口数量为2405人。